# Halina Szpakowska
Halina Szpakowska (z domu Guzińska; ur. 11 maja 1928 w Tczewie, zm. 24 czerwca 2023 tamże) – polska szachistka, wielokrotna medalistka mistrzostw Polski. Mistrzyni krajowa od 1953 roku.
W latach 1952–1961 dziewięciokrotnie wzięła udział w finałach mistrzostw Polski kobiet, zdobywając 5 medali: 4 srebrne (1953, 1954, 1955 i 1959) oraz 1 brązowy (1952). W roku 1960 zajęła II miejsce (za Henryką Konarkowską-Sokolov) w rozegranym w Łodzi turnieju kadry, który zarazem był eliminacją do turnieju strefowego.